# 亀井希生
亀井 希生（かめい まれお、1967年12月15日 - ）は、毎日放送（MBS）所属のアナウンサー。MBSを含むJNN・JRN加盟局の優秀なアナウンサーを表彰するアノンシスト賞で、後輩アナウンサーの近藤亨と共に2019年度のグランダ・プレミオ（大賞）を受賞した。

## 来歴・人物
愛知県名古屋市出身。愛知県立千種高等学校、名古屋大学卒業。大学卒業後の1991年、アナウンサーとして毎日放送へ入社。同局の本社屋が現在の大阪市北区茶屋町へ移転してから新卒扱いで最初に採用された局員の1人で、同期入社の局員には、アナウンサーの田丸一男（NHK大津放送局より中途採用で移籍→2020年9月30日付で定年退職）、テレビプロデューサーの田渕伸一（現在は事業局長）や渥美昌泰（現在はラジオ局制作センター長）などがいる。新人研修では、後の上司でもある角淳一から、直々に指導を受けた。1993年に同社に入社した同僚アナウンサーの古川圭子と、1997年に結婚。同局制作のテレビ・ラジオ番組や、MBSラジオで放送されるスポットCMに夫婦で共演することや、結婚式の際に正装で撮影されたツーショット写真をテレビ番組で公開することも多い。家庭では2子 (1男1女) の父で、古川の年齢と局内における現在の役職は亀井より上である。1年後輩の上泉雄一がアナウンス職と並行しながら2017年の人事異動でアナウンサー室内の企画担当部長に就任してからは、他部との兼職ながら、企画部員として上泉に仕えている。入社後は、入社前から志望していたラジオパーソナリティをはじめ、ラジオ番組を中心にニュースキャスターやスポーツ・情報・トーク番組のパートナーを務める機会が多い。特に、MBSラジオの『こんちわコンちゃんお昼ですょ!』では、15時台に放送される「とれたて!駅売り夕刊紙」コーナーで長年「夕刊紙ナビゲーター」（日替わりキャスター）を担当。同コーナーが終了してからも、別のコーナーの進行やパーソナリティ代理などを任されている。さらに、同局で長年放送されているハイヒールの冠番組（『ハイヒールの金曜は生で!』→『ピカピカハイヒール』→『ますます!ハイヒール』）には、アナウンサー歴27年に当たる2020年4月の時点で、ハイヒールのパートナーを21年にわたって務めている。
ガンダムシリーズの根強いファンで、グラビアアイドル・日本の城・サブカルチャーに関する造詣も深く、生粋の中日ドラゴンズファンである。趣味はオートバイでのツーリングで、出演番組などを通じてツーリングでの体験を明かすこともある。
2016年4月からは、MBSラジオで土曜日の早朝に放送される生ワイド番組『かめばかむほど亀井希生です!』でパーソナリティを担当中。テレビ・ラジオを通じて自身初の冠番組ながら、2018年の平成30年日本民間放送連盟賞では、ラジオ生ワイド番組部門の近畿地区審査で最優秀賞、中央（全国）審査で優秀賞を受賞した（受賞対象回は同年4月21日放送分）。また、同番組でも使用する毎日放送本社M館ラジオβスタジオ（生放送対応のスタジオ）の改修工事（同年1月 - 2月）に伴うラジオ放送用マイクの新調に際しては、毎日放送の現役アナウンサーを代表して、アナウンス部長（当時）の関岡香と共にマイクの選定テストへ携わった。
2020年には、1月19日にMBSテレビで放送された『コトノハ図鑑』（毎日放送のアナウンサー室が制作に携わったレギュラー番組）内の企画「マイ推しプレゼンバトル2020」で、近藤亨を相手にビブリオバトルを展開した。この内容が高く評価された末に、2019年度のアノンシスト賞では、「テレビ・フリートーク部門」の最優秀賞を受賞。さらに、2016年度以降（他のJNN・JRN加盟局を含めても）該当者がいなかった「グランダ・プレミオ」（表彰対象の全7部門での最優秀賞受賞者の中の大賞）に選ばれた（いずれも近藤と共に表彰）。ちなみに、毎日放送のアナウンサーによる「グランダ・プレミオ」の受賞は、上泉が2007年度に個人で表彰されて以来12年振りである。
「新日本放送」時代の1959年3月1日からテレビ放送事業とラジオ放送事業を兼営してきた毎日放送は、2021年4月1日付でラジオ放送事業を「株式会社MBSラジオ」へ移管。毎日放送は移管を機にテレビ単営局へ移行したが、亀井はアナウンス職のまま同社の総合編成局（移管と同時に新設）へ在籍する一方で、株式会社MBSラジオが制作・放送する番組にも「MBSアナウンサー」として出演している。なお、放送法第6条第1項の規定に沿って株式会社MBSラジオに放送番組審議会が設けられたため、2021年4月以降の『かめばかむほど亀井希生です!』では毎月最終土曜日に「MBSラジオ番組審議会からの報告」を放送しているが、亀井自身は報告を担当していない。

## 現在の出演番組
- MBS NEWS（テレビ・ラジオとも、月曜深夜～火曜早朝を中心に担当）
  - 2015年度までは土曜深夜～日曜早朝、2020年度までは水曜深夜～木曜早朝を中心に担当。2016年度以降の土曜日には、『かめばかむほど亀井希生です!』の本番終了後に、『JNNニュース』（11時台）の関西ローカルパートを担当することが多い。

### テレビ
- 痛快!明石家電視台
  - 2014年から、年に1～2回のペースで「MBSアナウンサー大集合スペシャル」を放送する場合に、アナウンサーとして古川と揃ってゲスト出演。出演のたびに、放送で言葉を噛む（滑らかに言えない）癖が話題に上っている。
  - 「MBSアナウンサー26人大集合スペシャル」（同年4月7日放送分）では、「（『ビートたけしのオールナイトニッポン』を愛聴していた）学生時代からの憧れ」という松尾伴内と、スタジオで初めて対面した。古川とは、「MBSアナウンサー大集合スペシャル」以外にも、2018年5月28日放送分の「実際どうなん!?いつも一緒の夫婦」に揃ってゲスト出演[7]。
  - ハイヒールをメインゲストに迎えた「ハイヒール姉さんは最高やスペシャル」（同年5月26日放送分）にも、「ハイヒールと縁の深いアナウンサー」として、後輩の大吉洋平とともに出演した。
- GAORAプロ野球中継
  - 2022年度より、阪神対中日の週末開催ナイトゲームにて、中日OBを毎日放送本社屋に迎えて「ビジボ」（ビジター球団贔屓の副音声）の進行を担当。
    - 2022年7月15日（金曜日、解説：川崎憲次郎）※同年8月14日（日曜日）放送分も担当予定だったが、体調不良で出演をキャンセル。
    - 2023年7月16日（日曜日、解説：英智）

### ラジオ
- こんちわコンちゃんお昼ですょ!（金曜、「エンタメコンちゃん」進行役） 
  - 2015年3月まで放送されていた「とれたて駅売り夕刊紙」でも、月・火曜 → 月・木曜 → 火・金曜ナビゲーターを担当。「エンタメコンちゃん」では、2013年4月から進行役を務めている。担当コーナー以外の時間帯にも、特別企画の進行役や、パーソナリティ・パートナー・アシスタントの代理として出演することもある。
- ますます!ハイヒール（土曜、後述の前身番組からパートナーとして出演）
- 松井愛のすこ〜し愛して♥（金曜、「無趣味方正の知らない世界」→　「～さんの知らないお話」進行役）
  - 放送枠を『こんちわコンちゃんお昼ですょ!』の直前へ移動した2015年4月から、同番組との兼務扱いでコーナー出演を開始。後輩アナウンサーでメインパーソナリティの松井愛が夏季休暇などで休演する場合には、『亀井希生のすこ～し愛して♥』というタイトルで金曜日の全編にわたってメインパーソナリティ代理を務めることが多い。
- かめばかむほど亀井希生です!（2016年4月2日 - 、メインパーソナリティ）
  - 2021年からは、関連番組『夜もかめばかむほど亀井希生です!』のパーソナリティも担当。
- ありがとう浜村淳です土曜日です（2016年4月2日 - ）
  - 『かめばかむほど亀井希生です!』の後枠番組に当たることから、通常は同番組の本番終了直後にオープニングへ出演（当該項で詳述）。メインパーソナリティの浜村淳が検査入院中でスタジオへの出演を見合わせていた2021年1月16日放送分では、名物コーナーの「ありがとう映画サロン」で、本業が映画評論家である浜村に代わって『トップガン マーヴェリック』の紹介と解説を任された。
- 鳥&亀 この映画がすごかった!
  - 2018年12月から半年に1度のペースで放送される映画回顧・紹介番組で、「鳥」（鳥居睦子）とのコンビでパーソナリティを担当。前述した「ありがとう映画サロン」へ出演した際の『ありがとう浜村淳です土曜日です』では、鳥居が浜村に代わって、本来のアシスタントである佐々木りつ子と共にパーソナリティを務めていた。
- コトノハ（不定期で出演）
  - 「コトノハ」（言葉）にこだわった毎日放送アナウンサー室制作の事前収録番組で、2021年10月4日から毎週月曜日の夜間（2023年9月25日までは21:45 - 22:00 → 同年10月2日以降は21:30 - 21:45）に放送。
- メッセンジャー黒田のチラシダス
  - 2021・2022年度のナイターオフ番組で、2021年度ナイターシーズンに特番として放送を開始以来アシスタントを務める山本量子が病気療養に入った際に代役として出演を開始。山本が復帰した2022年3月8日放送分以降も引き続き出演。

## 過去の出演番組

### テレビ
- あどりぶランド
- 三枝きよし興奮テレビ（エンディングで早口言葉のコーナーを2年間担当）
- すてきな出逢い いい朝8時（全国ネット、glicoの生CM）
- おかえりワイド
- うきうき晴レルヤ!
- はーい!昼ナマ
- クヮンガクッ （ナレーション）
- ちちんぷいぷい
  - 2014年4月から、VTRコーナーのナレーターを不定期で担当。妻の古川は、アシスタント、ナレーター、コーナーレギュラーとして、1999年10月の番組開始当初から（2度の産前産後休暇をはさんで）最終回の前日（2021年3月11日）まで断続的に出演していた。
  - 2019年11月7日（古川がアシスタントを務める木曜日）に放送された「美術館にいこう! 特別編」では、「富野由悠季の世界」（兵庫県立美術館で同年10月12日から12月22日まで開催）の作品紹介を兼ねた館内ロケで、古川との夫婦共演を果たした。亀井が放送に登場するのは番組開始当初（1999年）以来20年振りだが、富野の代表作である「機動戦士ガンダム」シリーズの大ファンであることから、夫婦揃ってのリポートや富野へのインタビュー取材が実現した。
- コトノハ図鑑→「へぇ～のコトノハ」（不定期）
  - 所属する毎日放送アナウンサー室の企画で、2018年7月から2020年3月まで『コトノハ図鑑』（事前収録のレギュラー番組）として放送された後に、2020年4月から2021年3月まで「へぇ～のコトノハ」（『ちちんぷいぷい』月・水曜日→水曜日のレギュラーコーナー）へ移行。2020年12月16日放送分の「へぇ～のコトノハ」では、アノンシスト賞の「グランダ・プレミオ」を共同で受賞した近藤亨とのコンビで「日本タイトルだけ大賞」の調査を担当したほか、その模様をスタジオで報告した。
  - 『コトノハ図鑑』時代から、担当回では、定時ニュースを除いてテレビ番組へ出演する機会が少ないことに言及。調査ロケやトークパートで、共演者の笑いをしきりに誘っていた。
- 三度の飯よりアレが好き!（ナレーター）

### ラジオ
- はやおきサンデーMBS（藤本永治・関岡香と共にパーソナリティを担当）
- MBSヤングタウンシリーズ
  - ヤンタンはなまるリクエスト（月曜アシスタント、1994年1月～1996年3月）
  - ヤンタンミュージックネトランジェ（月曜パーソナリティ）
    - 以上のシリーズ番組ではいずれも、妻の古川が水曜放送分にレギュラー出演。

  - ヤンタンMUSIC MAX水曜日（1997年10月～1998年9月、林あさ美と共にパーソナリティを担当）
- ハイヒールの金曜は生で! → ピカピカハイヒール（『ますます!ハイヒール』の前身番組）
- MBSナイトアングル
- MBSニュースレーダー（金曜日ニュースキャスター、2008年4月4日～2009年10月2日）
- RadioNews　たね蒔きジャーナル（火・水曜日ニュースキャスター、2009年10月6日～2012年9月27日）
- 亀山つとむのかめ友 Sports Man Day
  - スポーツアナウンサーでないにもかかわらず、2009年4月の開始から2016年3月の終了まで、7年間にわたって亀山つとむ（毎日放送野球解説者、元・阪神タイガース外野手）のパートナーを務めた。
- ノムラでノムラだ♪ EXトラ! →　ノムラでノムラだ♪（水曜日→木曜日→水曜日ニュースキャスター、2009年8月～2014年3月）
  - ニュースキャスターを固定しなくなった2014年度も、不定期で番組内の『MBSニュース』を担当。木曜日のパートナーやアシスタントが休演する場合には、自身の提案による特別企画を本編で放送する関係で、パートナー代理として本編に出演することもあった。
- 情報どっか〜んライブ!ホームランラジオ（2011年度のナイターオフ番組、木曜パーソナリティ）妻の古川も一時ナレーターを担当
- with…夜はラジオと決めてます（2012年度のナイターオフ番組、木・金曜日パートナー）
- 京都いちばん!シリーズ（日曜、2012年4月8日～2013年3月31日、パーソナリティ）
- ぴーたんぱん（2013年度のナイターオフ番組、近藤夏子と共にパーソナリティを担当）
- ニュースターラジオ（2015年度のナイターオフ番組、木曜・金曜パーソナリティ）
  - 放送上のタイトルは『亀井希生のニュースターラジオ』で、『かめばかむほど亀井希生です!』は木曜放送分からの派生番組。
- おとなの駄菓子屋（2016年4月15日放送分にゲスト出演）
  - 長らく上司だった角がフリーアナウンサーとしてパーソナリティを務める関係で、前述の新人研修以来25年振りに、角と2人きりで話ができたという[2]。
- スマラジw金曜日「ナジャとアナの虹色レインボー」
  - 毎日放送のアナウンサーがナジャ・グランディーバ（メインパーソナリティ）のパートナーを週替わりで務めた2016年度のナイターオフ番組で、第1回（2016年10月7日）と最終回（2017年3月24日）のパートナーを単独で担当。
- ナジャ・グランディーバのレツゴーフライデー（2017年10月13日ほか）
  - 『虹色レインボー』からの派生番組で、「ナジャじゃジャーナル」（18時台）のキャスターを担当。前週（6日）放送の第1回には妻の古川も出演した。以後、馬野雅行（『虹色レインボー』には不出演）、古川と共に2022年度まで全シーズン出演を継続。
- あどりぶラヂオ（不定期）
  - 自身のパーソナリティ担当回には、1980・90年代の洋楽にちなんだ特集を放送するとともに選曲を担当。
- おわらナイト（2018年2月3日）
  - 『夜もラジオと決めてます』（『夜ラジ』）の金曜日で共演していたいときん（ET-KINGのリーダー）が2018年1月31日に逝去したことを受けて「ET-KING特集」を放送した関係で、『かめばかむほど亀井希生です』の本番前ながら、生放送パートの途中（3時台の後半）から急遽ゲストで出演。1月31日の深夜から宿直勤務に入っていた関係で、『ちちんぷいぷい』のスタッフとして局内にいた佐川昌裕（『夜ラジ』でプロデューサーを担当）を通じて、いときんの訃報をいち早く知ったことなどを明かした。
- 福島のぶひろの、どうぞお構いなく。（不定期）
  - 後輩アナウンサーの福島暢啓がパーソナリティを務める深夜番組で、亀井の趣味に関する特別企画を放送する場合に、ゲストとして出演。2017年12月1日放送分で出演した特別企画『2017年、お耳で感じるグラビア総まとめ!』は、100回目の放送（2018年2月23日）を前に実施された「私の神回ベスト3」（過去99回分の放送からベスト3を選ばせるリスナー投票企画）で1位に選ばれた。
- 次は〜新福島!第2章=芽生え=（2018年12月27日）
  - メインパーソナリティを務める福島の「パイセン」（先輩）として、「ラジオ博愛主義!パイセンがやってきた!」（20時台のゲストコーナー）に出演。出演当日は2018年の最終放送日で、ラジオパーソナリティを志すまでの経緯を、出演番組で初めて明かした。
- かけましておめでとう!歌と笑いのドえらいやんラプソディ（2019年1月2日の10:30 - 17:35に生放送の新春特別番組）
- 福島のぶひろの歌詞研究会（2020年9月13日の21:30 - 22:00に放送）
  - 「個人的に20年ほど研究している」という『そして神戸』（内山田洋とクール・ファイブ）の歌詞をアジェンダとして取り上げた関係で、「特別研究員」としてゲスト出演。
- 次は〜新福島!=第4章・冬将軍=（2020年度のナイターオフ番組）
  - 水曜日の21時台前半に、「亀井希生の明日から使える武将列伝!」という冠コーナーを担当。自宅にある二畳分の広さの納戸に城のミニチュア模型を飾っていることから、放送上は「二畳城の城主」を名乗っていた。
- ポチっとMini枠（2023年5月8日 - 5月11日）
  - 「夕方もポチっとMラジ」月 - 木曜分の16時台終盤（16:53 - 17:00）に内包されている事前収録のコーナーで、主に毎日放送の現職アナウンサーから1名が週替わりでパーソナリティを担当。

## 関連人物
- 柏木宏之
- 千葉猛
- 来栖正之
- 加藤康裕
- 仙田和吉
- 西靖
- 大月勇
- 田丸一男
- 田渕伸一
- 渥美昌泰
- ハイヒール
- 石井亮次
- 若狭敬一（大学の後輩にあたる）
- 上沼真平（妻の古川と同じ高校での先輩にあたる）
- 関純子（同上）